# Église de l'Invention-de-Saint-Étienne de Germ
L'église de l'Invention-de-Saint-Étienne de Germ est une église catholique du XVIIe siècle située à Germ, dans le département des Hautes-Pyrénées en France.

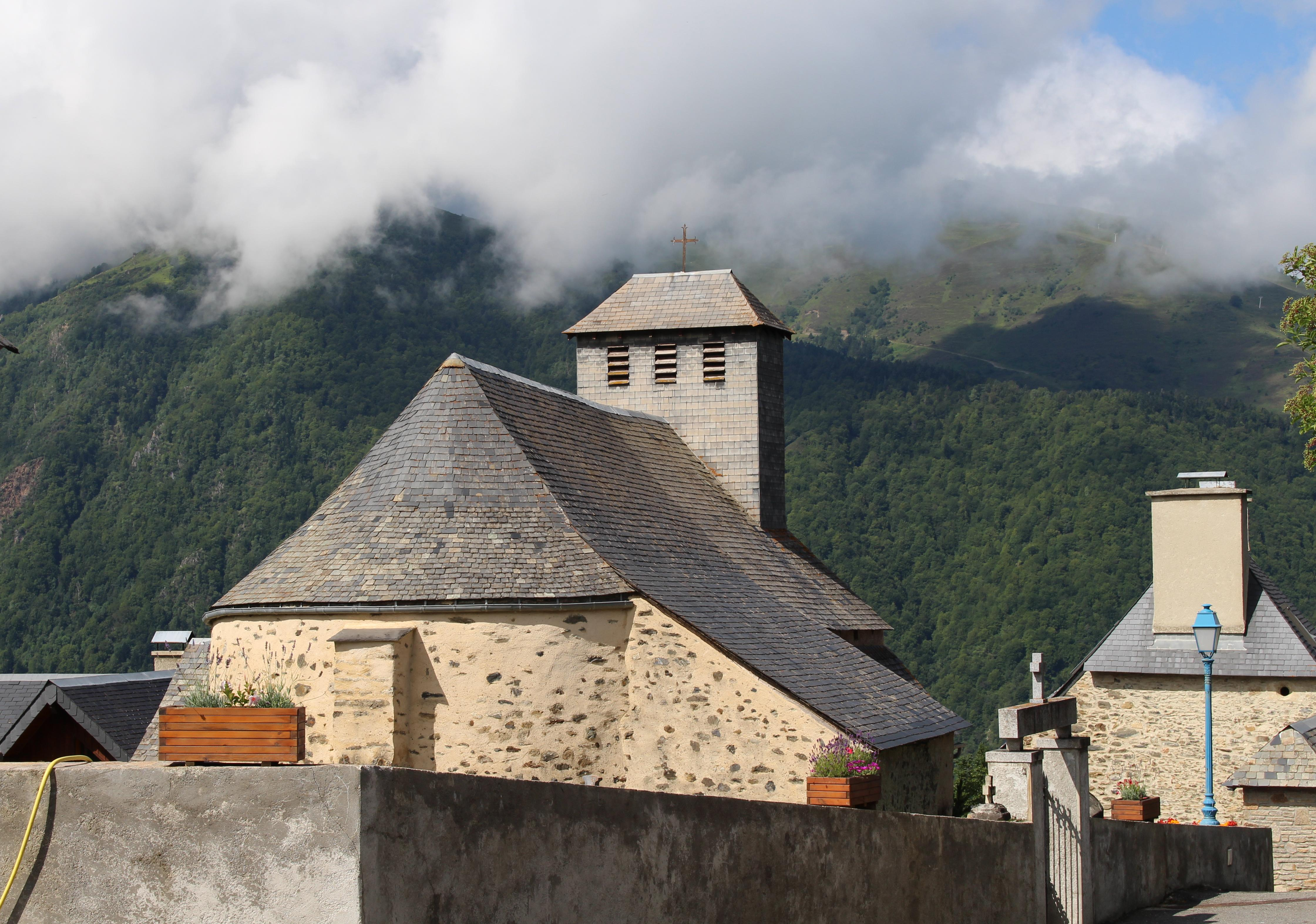

## Localisation
L'église de l'Invention-de-Saint-Étienne est située au sud-ouest du village.

## Historique
Bien que son architecture soit de style roman, l'église date pour l'essentiel des XVIIe siècle et XVIIIe siècle.

Postérieure à la construction de l'église, la sacristie date probablement du XVIIIe siècle. À l'extérieur, l'église est pourvue d'un clocher-mur à l'ouest, reconstruit au XIXe siècle.

La chapelle nord à gauche de la porte d'entrée a été construite en 1597 sous le vocable de Notre-Dame-du-Rosaire.

## Architecture
Le plan de l'église de style roman est simple. C'est une nef unique dotée d'une fausse voûte en berceau plein cintre, prolongée par une abside semi-circulaire voûtée en cul-de-four.

Elle a été agrandie au nord et au sud par deux chapelles plus une sacristie qui a été accolée à la chapelle nord.

La porte d'entrée au nord s'ouvre sur la nef et est surmontée du monogramme christique I.H.S (Iesus Hominum Salvator : Jésus sauveur des hommes) et décorée dans sa partie basse de sculptures représentant des personnages hybrides.

La chapelle nord abrite un retable (classé au titre d'objet mobilier protégé en 1977) réalisé fin XVIe siècle ou début XVIIe siècle. La vierge est représentée sous la figure du Christ entourée de saint Martin  et saint Grégoire.

Le retable du maitre-autel, également classé au titre d'objet mobilier, se compose de trois reliefs en bois sculpté et doré à la feuille d'or représentant des scènes de la vie du Christ dont la Nativité (Adoration des Bergers), l'Ascension et l'Adoration des Mages. Ces sculptures en bas relief du XVIIe siècle ont été restaurées en 1995.

## Galerie de photos

Sélection de vues diverses
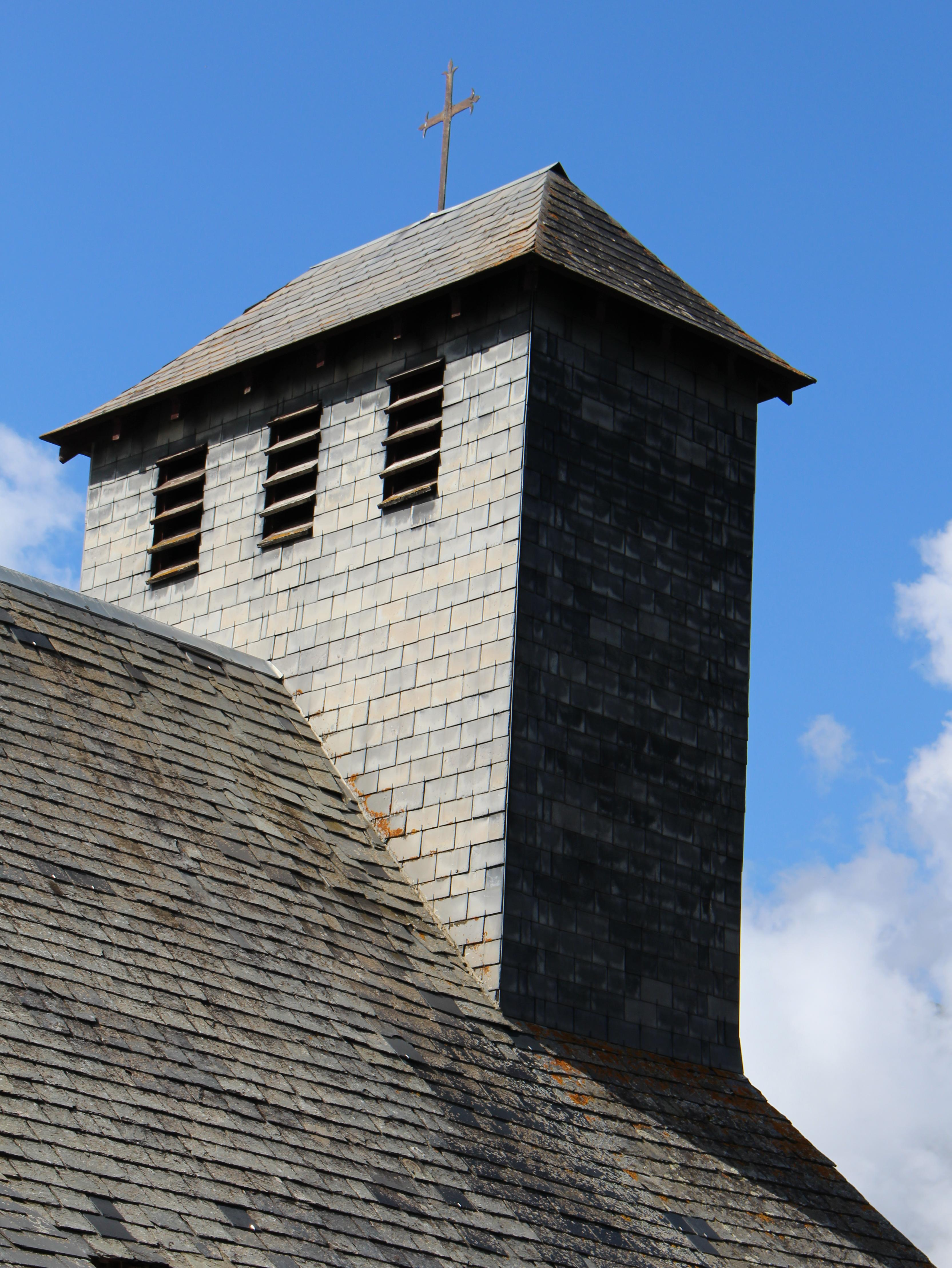
Clocher-mur.
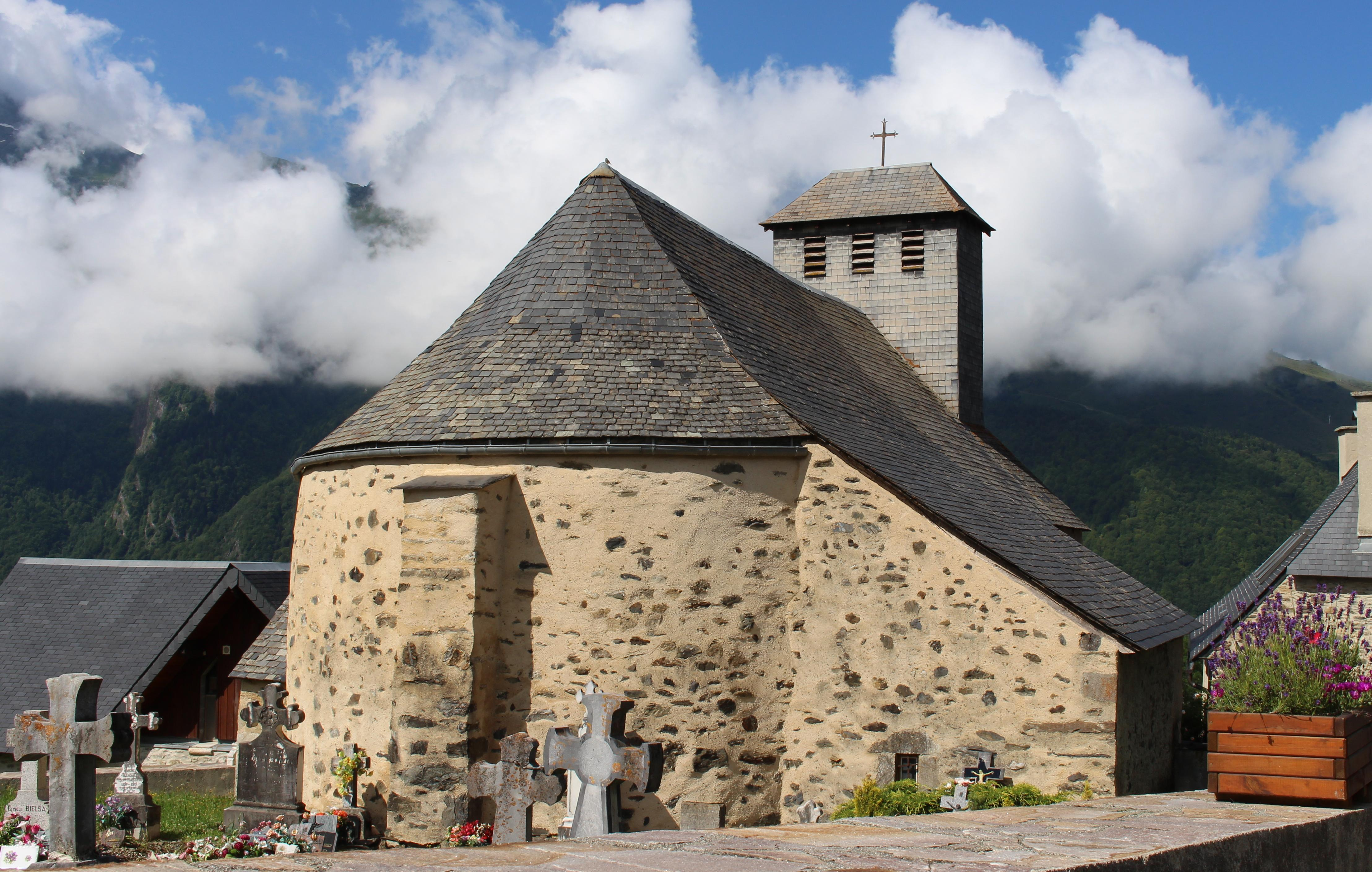
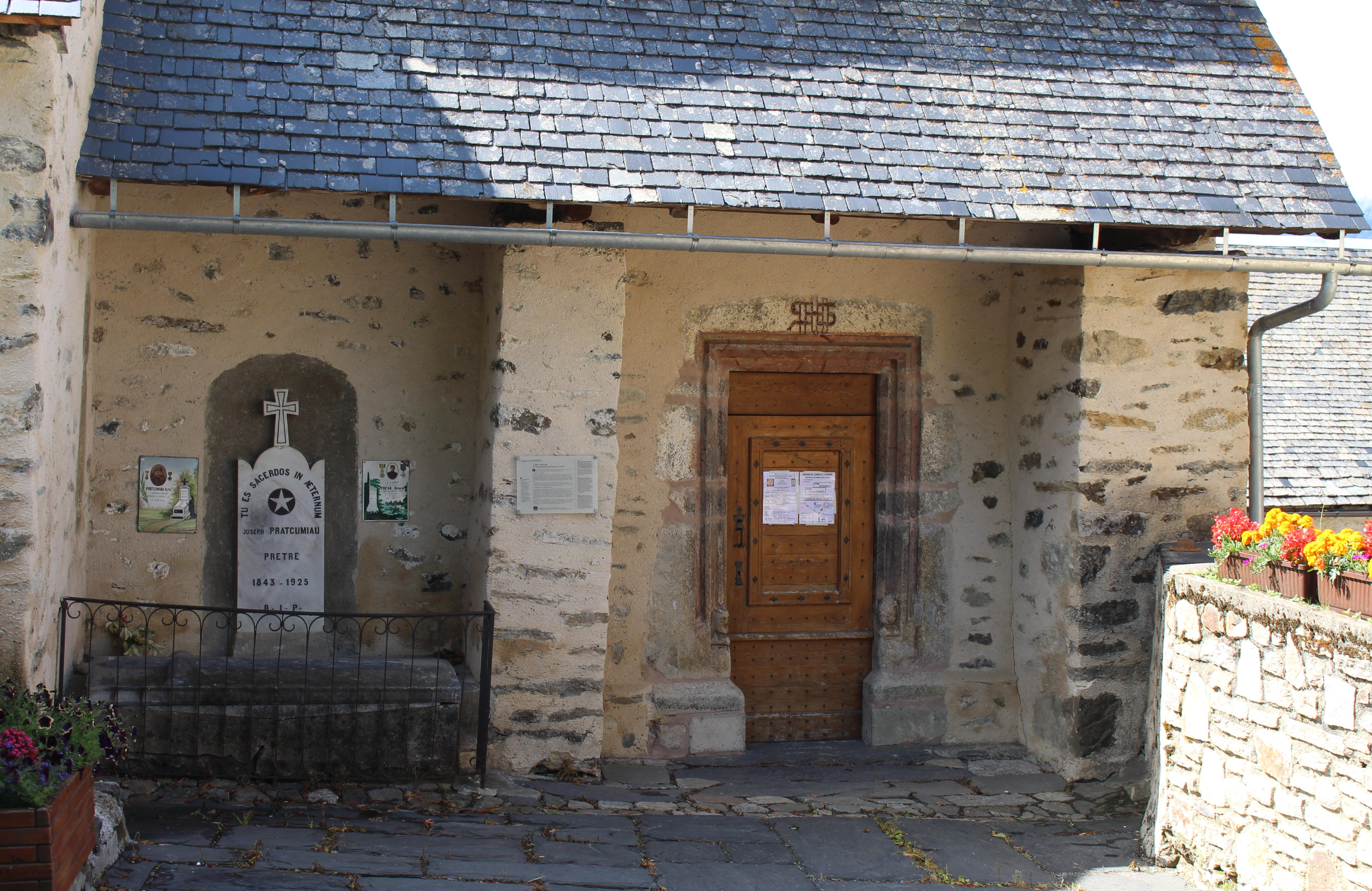
Entrée nord.